# Тіна Бірбілі
Тіна Бірбі́лі (грец. Τίνα Μπιρμπίλη, 1969) — грецький політик, від 7 жовтня 2009 до 17 червня 2011 року міністр у справах навколишнього середовища, енергетики та змін клімату в уряді Йоргоса Папандреу.

## Біографічні відомості
Фізик за освітою, Тіна Бірбілі здобула освіту в Афінському університеті, за 1991—1992 роки здобула ступінь магістра в галузі екологічних технологій. Згодом навчалась в Імперському коледжі Лондона (1992—1995). Здобула науковий ступінь PhD 1995 року в галузі екологічної економії та управління.
Тіна Бірбілі має значний досвід у розробці, координації та реалізації європейських проектів у галузі охорони навколишнього середовища і сталого розвитку. Вона брала участь як представник Греції у створенні пан-європейської мережі дипломатії в галузі навколишнього середовища і сталого розвитку. Вважається найпринциповішим політиком в ПАСОК відносно питань охорони довкілля.
З 2004 року служила експертом Державного департаменту з питань навколишнього середовища і радником з питань інтеграції екологічної політики у зовнішніх відносинах між державами Йоргоса Папандреу під час його перебування на посаді Міністра закордонних справ.
2009 року призначена на пост міністра у справах навколишнього середовища, енергетики та змін клімату Тіна Бірбілі не мала досвіду урядової.
Одружена, має сина.